# مات هيوز (مقاتل)
ماثيو ألن هيوز (بالإنجليزية: Matt Hughes؛ مواليد 13 أكتوبر 1973) هو مُقاتل فنون قتالية مختلطة أمريكيّ مُعتزل، وله خلفية في المصارعة، يُعتبر من أعظم المُقاتلين في تاريخ فنون القتال المختلطة، حيثُ فاز بلقب بطولة يو إف سي لوزن الوسط مرتين،  وخلال فترات عمله في يو إف سي، هزمَ كلّ المُنافسين في فئة وزن الوسط، ودافع عن الحزام سبع مرات. وكان المجند الثامن في قاعة مشاهير يو إف سي في مايو 2010 خِلال «يو إف سي فان إكسبو» بالتزامنِ معَ يو إف سي ليلة القتال 114.
كانَ هيوز يُعتبر رقم واحد في فنون القتال المختلطة الند للند في العالم. وأعتبره العديد من المُحللين والعديد من وسائل الإعلام أحد أعظم المُقاتلين في وزن الويلتر في كلّ العصور، فضلاً عن كونه واحدًا من أعظم مقاتلي الند للند في تاريخ الرياضة.
كانَ عضو قديم في أنظمة قتال ميليتش غادر هيوز معسكر ميليتيش في أواخر عام 2007 ليأسس فريق هيوز. وفي عام 2008 نشر هيوز سيرته الذاتية بعنوان «صنع في أمريكا» وَالتي أصبحت على قائمة نيويورك تايمز لأكثر الكتب مبيعا، وفي عام 2011 كانَ هيوز مضيفًا على الهواء مباشرةً لبرنامج «تلفزيون الصيادين» (بالإنجليزية: Trophy Hunters TV)، وليس لديه ألقاب، على الرغم من نجاحاته ضدَّ ممارسي جيو جيتسو البرازيلية (BJJ) مثل ورينزو جرايسي وريكاردو ألميدا ومات سيرا، وغالبًا يُشير إليه الناس باسمِ «جرايسي كيلر». يعتقد جو روغان أنَّه يستحق الحصول على الحزام الأسود لـ BJJ، لإتقانه التقديمات، وفوزه على العديد من حاملي الحزام الأسود، ولكنَّ هيوز لم يحب الفكرة ويُعتبر نفسه في المقام الأول من المصارعينِ الهواة.

## مسيرته
وُلد ماثيو ألن هيوز في 13 أكتوبر 1973، في هيلزبورو، إلينوي. وله شقيقان أخت وأخ توأم مارك، وخلال المدرسة الثانويّة لعب الشقيقان كرة القدم والمصارعة. وأنتقل هيوز إلى كلية ساوثويستيرن إلينوي في بيلفيل، ومن ثمَّ أنتقل إلى كلية لينكولن (إلينوي)، في لينكولن، إلينوي، ثمَّ إلى جامعة إلينوي الشرقية في تشارلستون، إلينوي.

### المصارعة
كانَ هيوز 145 مرَّة بطل مصارعة جمعية إلينوي الثانويّة من الدرجة الأولى، حيثُ فاز في عاميّ 1991 و1992 أثناء التحاقه بمدرسة هيلزبورو الثانويّة في إلينوي، وخلال سنواته معَ الصغار والكبار كانَ مات لا يهزم وفاز في بطولة الولاية ظهر لظهر في فئة 145 رطل، وخلال السنوات الثلاث الأخيرة من المدرسة الثانوية، حقَّقَ 131 فوزًا مقابل خسارتين فقط، كلاهما خِلال سنته الثانيَّة (السنة الثانيَّة 43-2؛ المبتدئين 43-0؛ الكبار 45-0).
بدأت مسيرته الجامعيَّة في كلية ساوث وسترن إلينوي، حيثُ احتل المركز الخامس على مستوى البلاد في فئة 158 رطل، وبعد أنَ تخلت الكليَّة عن برنامج المصارعة الخاص بها، انتقل هيوز إلى كلية لينكولن، واحتل المركز الثالث على مستوى البلاد محققًا رقمًا قياسيًا 33-3.
بعدَ تخرجه من الكليَّة واصل هيوز المصارعة في جامعة إلينوي الشرقية، حيثُ حصل على المركز الثامن في عام 1996 والخامس في عام 1997 في فئة 158 رطل.
تنافس هيوز في بطولة ADCC للمصارعة المرموقة وسجل فيها رقماً قياسياً 2-2، بفوزه على ريكاردو ألميدا،  وجيريمي هورن،  وخسر أمام جيف مونسون،  وتيتو أورتيز.

## وظيفة مبكرة
قدم هيوز أول ظهور لَهُ في فنون القتال المُختلطة في 1 يناير 1998 في تحدي جيت كون دو أسقط خصمهُ على الأرض في خمس عشرة ثانية فقط، ليفوز الضربة القاضية. أصبحت البطولات الأربع خطوة توقيعه. وفاز في معركته التالية بالاستسلام، وقاتل هيوز ثلاث مرات في 17 أكتوبر 1998 في «التحدي الشديد 21» (بالإنجليزية: Extreme Challenge)، وهزم «فيكتور هونزاكر» بالضربة القاضيّة وهزم بطل يو إف سي للوزن المتوسط (بالإنجليزية: ديف من، رومنة: Dave Menne) بقرار بالإجماع، وفي المعركة الثالثة خسر أمام دينيس هولمان الذي لم يهزم بعد، بالاستسلام الفني (خنق المقصلة) في الساعة 0:17 من الجولة الأولى، وتمَّ الإعلان عن النتيجة باعْتِبارها بالضربة القاضية. وهي أول هزيمة احترافية له.

## كتاب السيرة الذاتية
أصدر هيوز سيرته الذاتية بعنوان «صنع في أمريكا: البطل الأكثر سيطرة في تاريخ UFC» (بالإنجليزية: Made in America: The Most Dominant Champion in UFC History) بالمُشاركة معَ مايكل ماليس،  في 1 يناير 2008. وقد حاز الكتاب على المرتبة 21 على قائمة أكثر الكتب مبيعًا في نيويورك تايمز.

## مسلسلات تلفزيونيةٍ
تلفزيون الصيادين
كانَ هيوز مضيف برنامج الصيد (بالإنجليزية: Trophy Hunters TV) منذُ يناير 2011 الذي بثُّ على الهواء مباشرةً ثلاث مرات في الأسبوع،  ويرتبط العرضُ ارتباطًا وثيقًا بجمعية تكساس للصيَّادين (بالإنجليزية: Texas Trophy Hunters Association)‏.
Uncaged with Matt Hughes
في 4 يوليو 2013 أصبحت هيوز مضيف برنامج (بالإنجليزية: Uncaged with Matt Hughes) الذي يبث أيام السبت على قناة «سبورت مان»‏.
ذا تيكداون ويذ مات هيوز
في 7 أكتوبر 2014 كانَ هيوز مضيف برنامج (بالإنجليزية: The Takedown with Matt Hughes) والذّي بثُّ كلّ يوم أحد على قناة «سبورت مان»، وقد ترشح البَرنامج لجائزة «أفضل سلسلة جديدة» في عام 2015 في جوائز اختيار الرياضي.

## انتقاداتٍ
تعرض هيوز لانتقادات من قبل المُدافعين عن الحيوانات، بما في ذلك المقاتل السابق في يو إف سي والمعلق دان هاردي، بسببِ مشاركته في كأس الصيد. وردًا على ردود الفعل الغاضبة من صور «كأس الصيد» المنشورَة على حسابه على «تويتر» في عام 2012، وصف هيوز بعض المعلقين بـ «أغبياء بيتا» وطلب منهم التوقف عن متابعة صفحته.

## حياته الشخصية
وُلد هيوز مسيحي من جديد وينشرُ آيات الكتاب المقدس على موقعه على الإنترنت بانتظام. وأنجب من زوجته أودرا ابنتان، ولدى زوجته أودرا ابن من علاقة سابقة. ولدت الابنة الثانيَّة للزوجين في 2 يناير 2010. وكان مات وشقيقه التوأم قد ولدا في عيد ميلاد والدهما.
في 16 يونيو 2017 نُقل هيوز إلى المُستشفى بعدَ إصابة تعرضه لخطيرة في الرأس بعدَ أنَ اصطدم قطار بجانب الركاب من شاحنته عند معبر للسكك الحديدية بالقرب من منزله في مقاطعة مونتغمري، إلينوي. وفي 18 يونيو أصدرت عائلة هيوز بيانًا قالت فيهِ أنَّ هيوز لم يصب إصابات داخلية أو كسور في العظام، لكنّه فاقد للوعي، وأنهم يعملوا معَ «مؤسَّسة الانتصار على المأساة» لتحديد الخطوات اللازمة لرعايته، حيثُ تقدم المؤسسة التي كانَ هيوز عضوًا في مجلس إدارتها لمدَّة خمس سنوات، الرعاية للعائلات التي تعاني من إصابات في الدماغ والحبل الشوكي. تعافى هيوز من إصابته وفي 4 أكتوبر 2017 عاد إلى المُستشفى لتكريم موظَّفي المُستشفى الذين قاموا برعايته. وفي 14 يناير 2018 عاد هيوز إلى الصف الأول في الحلبة كضيف شرف خِلال «يو إف سي فايت نايت» في سانت لويس. وفي 19 سبتمبر 2019 ظهرت أخبار تفيد بأنَّ هيوز رفع دعوى قضائيَّة ضدَّ شركة نورفولك الجنوبيَّة للسكك الحديديَّة والعديد من موظفيها بسببِ حادث قطار 2017.

### اِدِّعاءات العنف المنزلي
في فبراير 2019 قدمت زوجة هيوز أمرًا زجريًا ضده بعدَ أنَ اتهمته في عدَّة حوادث عنف منزلي، كما قدم شقيقه مارك هيوز أمرًا تقييديًا ضده مدعيًا أنَ مات خنق ابنه وحاول تدمير جراره. وتقدَّم هيوز بطلب لتطليق زوجته في 21 فبراير 2019. وفي أغسطس 2019 كشف محامو هيوز عن تسوية الأخوين للقضية.

## البطولات والإنجازات
- يو إف سي
  - قاعة مشاهير يو إف سي (بايونير، فئة 2010) و(فايت، فئة 2015) ضد فرانك تريج في يو إف سي 52
  - بطولة يو إف سي لوزن الوسط (مرتين) [46]
  - خمسة دفاعات لقب ناجحة (أول مرة)
  - دفاعان عن لقبان ناجحان (الحكم الثاني)
  - سبعة دفاعات لقب ناجحة (بشكل عام)
  - قتال الليل (مرتان)
  - تقديم الليل (مرة واحدة)
  - ثاني أكثر دفاعات اللقب في قسم وزن الوسط يو إف سي (7)
  - ثاني أكبر عدد من معارك اللقب في قسم وزن الوسط يو إف سي (12)
  - تعادل (تيتو أورتيز) لثالث أكثر دفاعات اللقب على التوالي في تاريخ يو إف سي (5) [47]
  - تعادل (راندي كوتور) في المركز الخامس لأكبر عدد من الانتصارات في معارك لقب بطولة القتال النهائي (تسعة) [48]
  - معظم التصفيات في قسم الوزن الوسط في يو إف سي (11)
  - ثاني أكبر عدد من النهائيات في معارك لقب يو إف سي (8)
  - ثاني أكثر المعارك في تاريخ يو إف سي (25) [49]
  - تعادل (جيم ميلر) لخامس أكبر انتصارات في تاريخ يو إف سي (18) [50]
  - تقديم العام (2005) ضد فرانك تريج
- التحدي الشديد
  - الوصيف في بطولة التحدي الشديد 21
  - الفائز بدورة التحدي الشديد 29
- مجلة الحزام الأسود
  - 2006 مقاتل السنة NHB[51]
  - قاعة مشاهير مجلة الحزام الأسود
- شيردوج
  - قاعة مشاهير فنون القتال المختلطة [52]
- بليتشر ريبورت
  - وزن العقد 2000
- قاعة جورج تراجوس / لو ثيسز للمصارعة المحترفة
  - جائزة جورج تراغوس (2013) [53]

- سبورتس إليسترايتد
  - مقاتل العقد 2000 المركز الثالث [54]
  - المركز الرابع: أعظم معركة يو إف سي ضد فرانك تريج في 16 أبريل 2005[55]
  - المركز الأول أعظم قتال يو إف سي ضد بي جيه بن في 23 سبتمبر 2006[56]

- دوت داش
  - مقاتل العقد 2000 المركز الخامس ضد بي جيه بن في 23 سبتمبر 2006
  - مقاتل العقد المركز الثالث ضد فرانك تريج في 16 أبريل 2005
- فايت ماتركس
  - 1999 مقاتل العام المركز الثالث
  - 2002 مقاتل العام [57]
  - 2003 مقاتل العام المركز الثالث
  - 2004 مقاتل العام المركز الثالث
  - 2005 مقاتل العام المركز الثالث
- MMAFighting
  - 2002 مقاتل الوزن الخفيف للعام
  - 2003 مقاتل الوزن الخفيف للعام
  - 2005 تقديم العام ضد فرانك تريج في 16 أبريل 2005[58]

- ياهو سبورتس
  - مقاتل العقد 2000 المركز السادس ضد فرانك تريج في 16 أبريل 2005[59]

### مصارعة الهواة
- الرابطة الوطنية لرياضة الجامعات
  - الفئة الأولى أل أمريكان تيم (مرتين)
  - الرابطة الوطنية لرياضة الجامعات الفئة الأولى 158 رطل - المركز الثامن من جامعة إلينوي الشرقية (1996) [60]
  - الرابطة الوطنية لرياضة الجامعات الفئة الأولى 158 رطل - المركز الخامس من جامعة إلينوي الشرقية (1997)
- الرابطة الوطنية لألعاب القوى للصغار
  - قاعة المشاهير للرابطة الوطنية لرياضة الجامعات [61]
  - أل أمريكان تيم (مرتين)
  - القسم الأول 158 رطل - المركز الخامس خارج كلية جنوب غرب إلينوي (1994)
  - القسم الأول 158 رطل - المركز الثالث خارج كلية لينكولن (1995)
- جامعة إلينوي الشرقية
  - قاعة مشاهير الرياضيين في إي يو إي [62]

- جمعية مدرسة إلينوي الثانوية
  - بطل مصارعة الدولة 145-رطل (1991) [63]
  - بطل مصارعة الدولة 145-رطل (1992)

## سجل فنون القتال المُختلطة
| السجل المهني |        |         |
| 54 نزال      | 45 فوز | 9 خسارة |
| ضربة قاضية   | 21     | 5       |
| إخضاع        | 14     | 4       |
| قرار القضاة  | 10     | 0       |

| النتيجة | السجل | الخصم              | الطريقة                                    | الحدث                                                  | التاريخ        | الجولة | الوقت | المكان                                     | الملاحظات                                                          |
| ------- | ----- | ------------------ | ------------------------------------------ | ------------------------------------------------------ | -------------- | ------ | ----- | ------------------------------------------ | ------------------------------------------------------------------ |
| خسر     | 45–9  | جوش كوسشيك         | ضربة قاضية (باللكمات)                      | يو إف سي 135                                           | 24 سبتمبر 2011 | 1      | 4:59  | دنفر، كولورادو، الولايات المتحدة           |                                                                    |
| خسر     | 45–8  | بي جيه بن          | ضربة قاضية (باللكمات)                      | يو إف سي 123                                           | 20 نوفمبر 2010 | 1      | 0:21  | أوبورن هيلز، ميشيغان، الولايات المتحدة     |                                                                    |
| فاز     | 45–7  | ريكاردو ألميدا     | إخضاع فني (خنق الأناكوندا)                 | يو إف سي 117                                           | 7 أغسطس 2010   | 1      | 3:15  | أوكلاند، كاليفورنيا، الولايات المتحدة      | أفضل إخضاع في الليلة.                                              |
| فاز     | 44–7  | رينزو غراسي        | ضربة فنية قاضية (ركلات و لكمات بالساق)     | يو إف سي 112                                           | 10 أبريل 2010  | 3      | 4:40  | أبو ظبي، الإمارات العربية المتحدة          |                                                                    |
| فاز     | 43–7  | مات سيرا           | قرار القضاة (بالإجماع)                     | يو إف سي 98                                            | 23 مايو 2009   | 3      | 5:00  | لاس فيغاس، نيفادا، الولايات المتحدة        | أفضل ضربة قاضية في الليلة.                                         |
| خسر     | 42–7  | تياغو ألفيس        | ضربة فنية قاضية (بالركبة الطائرة واللكمات) | يو إف سي 85                                            | 7 يونيو 2008   | 2      | 1:02  | لندن، إنجلترا                              | نزال في وزن غير محدد 174 رطلاً؛ أخفق ألفيس في تحقيق الوزن.          |
| خسر     | 42–6  | جورج سانت بيير     | إخضاع فني (الضغط على الذراع)               | يو إف سي 79                                            | 29 ديسمبر 2007 | 2      | 4:54  | لاس فيغاس، نيفادا، الولايات المتحدة        | على لقب بطولة يو إف سي لوزن الوسط المؤقت.                          |
| فاز     | 42–5  | كريس ليتل          | قرار القضاة (بالإجماع)                     | يو إف سي 68                                            | 3 مارس 2007    | 3      | 5:00  | كولومبوس، أوهايو، الولايات المتحدة         |                                                                    |
| خسر     | 41–5  | جورج سانت بيير     | ضربة فنية قاضية (ركلة الرأس واللكمات)      | يو إف سي 65                                            | 18 نوفمبر 2006 | 2      | 1:25  | ساكرامنتو، كاليفورنيا، الولايات المتحدة    | خسر لقب بطولة يو إف سي لوزن الوسط. قتال الليلة.                    |
| فاز     | 41–4  | بي جيه بن          | ضربة فنية قاضية (باللكمات)                 | يو إف سي 63                                            | 23 سبتمبر 2006 | 3      | 3:53  | آناهايم، كاليفورنيا، الولايات المتحدة      | دافع عن لقب بطولة يو إف سي لوزن الوسط. قتال الليلة.                |
| فاز     | 40–4  | رويس غراسي         | ضربة فنية قاضية (باللكمات)                 | يو إف سي 60                                            | 27 مايو 2006   | 1      | 4:39  | لوس أنجلوس، كاليفورنيا، الولايات المتحدة   | نزال في وزن غير محدد (175 رطل).                                    |
| فاز     | 39–4  | جو ريجز            | إخضاع فني (كيمورا)                         | يو إف سي 56                                            | 19 نوفمبر 2005 | 1      | 3:26  | لاس فيغاس، نيفادا، الولايات المتحدة        | نزال بدون لقب. أخفق ريجز في تحقيق الوزن المطلوب (172.5 رطل).       |
| فاز     | 38–4  | فرانك تريج         | إخضاع (خنق خلفي عاري)                      | يو إف سي 52                                            | 16 أبريل 2005  | 1      | 4:05  | لاس فيغاس، نيفادا، الولايات المتحدة        | دافع عن لقب بطولة يو إف سي لوزن الوسط. أفضل إخضاع في العام (2005). |
| فاز     | 37–4  | جورج سانت بيير     | إخضاع فني (الضغط على الذراع)               | يو إف سي 50                                            | 22 أكتوبر 2004 | 1      | 4:59  | أتلانتيك سيتي، نيو جيرسي، الولايات المتحدة | فاز بلقب بطولة يو إف سي لوزن الوسط الشاغر.                         |
| فاز     | 36–4  | ريناتو فيريسيمو    | قرار القضاة (بالإجماع)                     | يو إف سي 48                                            | 19 يونيو 2004  | 3      | 5:00  | لاس فيغاس، نيفادا، الولايات المتحدة        |                                                                    |
| خسر     | 35–4  | بي جيه بن          | إخضاع (خنق خلفي عاري)                      | يو إف سي 46                                            | 31 يناير 2004  | 1      | 4:39  | لاس فيغاس، نيفادا، الولايات المتحدة        | دافع عن لقب بطولة يو إف سي لوزن الوسط.                             |
| فاز     | 35–3  | فرانك تريج         | إخضاع (خنق خلفي عاري)                      | يو إف سي 45                                            | 21 نوفمبر 2003 | 1      | 3:54  | أونكاسفيل، كونيتيكت، الولايات المتحدة      | دافع عن لقب بطولة يو إف سي لوزن الوسط.                             |
| فاز     | 34–3  | شون شيرك           | قرار القضاة (بالإجماع)                     | يو إف سي 42                                            | 25 أبريل 2003  | 5      | 5:00  | ميامي، فلوريدا، الولايات المتحدة           | دافع عن لقب بطولة يو إف سي لوزن الوسط.                             |
| فاز     | 33–3  | جيل كاستيلو        | ضربة فنية قاضية (إيقاف الطبيب)             | يو إف سي 40                                            | 22 نوفمبر 2002 | 1      | 5:00  | لاس فيغاس، نيفادا، الولايات المتحدة        | دافع عن لقب بطولة يو إف سي لوزن الوسط.                             |
| فاز     | 32–3  | كارلوس نيوتن       | ضربة فنية قاضية (باللكمات)                 | يو إف سي 38                                            | 13 يوليو 2002  | 4      | 3:27  | لندن، إنجلترا                              | دافع عن لقب بطولة يو إف سي لوزن الوسط.                             |
| فاز     | 31–3  | هاياتو ساكوراي     | ضربة فنية قاضية (باللكمات)                 | يو إف سي 36                                            | 22 مارس 2002   | 4      | 3:01  | لاس فيغاس، نيفادا، الولايات المتحدة        | دافع عن لقب بطولة يو إف سي لوزن الوسط.                             |
| فاز     | 30–3  | كارلوس نيوتن       | ضربة قاضية (سلام)                          | يو إف سي 34                                            | 2 نوفمبر 2001  | 2      | 1:27  | لاس فيغاس، نيفادا، الولايات المتحدة        | فاز بلقب بطولة يو إف سي لوزن الوسط.                                |
| فاز     | 29–3  | ستيف جوم           | ضربة فنية قاضية (باللكمات)                 | التحدي الأقصى 43                                       | 8 سبتمبر 2001  | 2      | 3:18  | أوريم، يوتا، الولايات المتحدة              |                                                                    |
| فاز     | 28–3  | هيروميتسو كانيهارا | قرار القضاة (بالأغلبية)                    | الحلقات: الذكرى العاشرة                                | 11 أغسطس 2001  | 3      | 5:00  | طوكيو، اليابان                             |                                                                    |
| فاز     | 27–3  | تشات لافندر        | إخضاع (خنق مثلث الذراع)                    | التحدي الأقصى 41                                       | 13 يوليو 2001  | 3      | 2:31  | دافنبورت، أيوا، الولايات المتحدة           |                                                                    |
| فاز     | 26–3  | سكوت جونسون        | ضربة قاضية (بلكمة)                         | التحدي الأقصى 40                                       | 16 يونيو 2001  | 1      | 3:24  | سبرينغفيلد، إلينوي، الولايات المتحدة       |                                                                    |
| فاز     | 25–3  | جون كرونك          | ضربة فنية قاضية (خضوع للكمات)              | غلادياتور 14                                           | 11 مايو 2001   | 1      | غ/م   | أوماها، نبراسكا، الولايات المتحدة          |                                                                    |
| فاز     | 24–3  | بروس نيلسون        | إخضاع (خنق المقصلة)                        | تحدي القتال الحر 4                                     | 31 مارس 2001   | 1      | 3:01  | راسين، ويسكونسن، الولايات المتحدة          |                                                                    |
| فاز     | 23–3  | بريت العزاوي       | إخضاع فني (الضغط على الذراع)               | حلقات الولايات المتحدة الأمريكية: معركة الأبطال        | 17 مارس 2001   | 1      | 3:27  | كونسيل بلوفس، أيوا، الولايات المتحدة       |                                                                    |
| خسر     | 22–3  | خوسيه لاندي جونز   | ضربة قاضية (بالركبة)                       | شيدوكان جيتسو: حرب المحاربين 1                         | 8 فبراير 2001  | 1      | 4:45  | مدينة الكويت، الكويت                       |                                                                    |
| خسر     | 22–2  | دينيس هالمان       | إخضاع فني (الضغط على الذراع)               | يو إف سي 29                                            | 16 ديسمبر 2000 | 1      | 0:20  | طوكيو، اليابان                             |                                                                    |
| فاز     | 22–1  | ماينارد ماركوم     | إخضاع (قفل المفتاح)                        | حلقات أستراليا: معركة قتالية مجانية                    | 12 نوفمبر 2000 | 1      | 6:29  | بريزبان، أستراليا                          |                                                                    |
| فاز     | 21–1  | روبي نيومان        | إخضاع (خنق مثلث الذراع)                    | حلقات الولايات المتحدة الأمريكية: نهائي النجوم الصاعدة | 30 سبتمبر 2000 | 1      | 1:40  | مولين، إلينوي، الولايات المتحدة            |                                                                    |
| فاز     | 20–1  | كريس هاسمان        | قرار القضاة (بالإجماع)                     | الحلقات: مجموعة الألفية 3                              | 23 أغسطس 2000  | 2      | 5:00  | أوساكا، اليابان                            |                                                                    |
| فاز     | 19–1  | جو جوست            | إخضاع فني (الضغط على الذراع)               | التحدي الأقصى 35                                       | 29 يونيو 2000  | 1      | 2:45  | دافنبورت، أيوا، الولايات المتحدة           |                                                                    |
| فاز     | 18–1  | مارسيلو أجيار      | ضربة فنية قاضية (إيقاف الطبيب)             | يو إف سي 26                                            | 9 يونيو 2000   | 1      | 4:34  | سيدار رابيدز، أيوا، الولايات المتحدة       |                                                                    |
| فاز     | 17–1  | شون بيترز          | إخضاع (خنق مثلث الذراع)                    | التحدي الأقصى 32                                       | 21 مايو 2000   | 1      | 2:52  | سبرينغفيلد، إلينوي، الولايات المتحدة       |                                                                    |
| فاز     | 16–1  | ألكسندر باروس      | قرار القضاة (بالإجماع)                     | دبليو إي إف 9: الطراز العالمي                          | 13 مايو 2000   | 3      | 5:00  | إيفانسفيل، إنديانا، الولايات المتحدة       |                                                                    |
| فاز     | 15–1  | إريك دافيلا        | إخضاع (قفل المفتاح)                        | سوبربراول 17                                           | 15 أبريل 2000  | 2      | 3:24  | هونولولو، هاواي، الولايات المتحدة          |                                                                    |
| فاز     | 14–1  | خورخي بيريرا       | ضربة فنية قاضية (إيقاف الطبيب)             | دبليو إي إف 8: الذهاب إلى البلاتين                     | 15 يناير 2000  | 1      | 6:00  | روما، جورجيا، الولايات المتحدة             |                                                                    |
| فاز     | 13–1  | دانييل فيانا       | ضربة فنية قاضية (قطع)                      | تحدي جيت كون دو 4                                      | 20 نوفمبر 1999 | 1      | غ/م   | شيكاغو، إلينوي، الولايات المتحدة           |                                                                    |
| فاز     | 12–1  | لافيرن كلارك       | إخضاع (خنق خلفي عاري)                      | التحدي الأقصى 29                                       | 13 نوفمبر 1999 | 2      | 1:35  | هايوورد، ويسكونسن، الولايات المتحدة        |                                                                    |
| فاز     | 11–1  | توم شمتز           | ضربة فنية قاضية (إصابة العين)              | التحدي الأقصى 29                                       | 13 نوفمبر 1999 | 1      | 0:48  | هايوورد، ويسكونسن، الولايات المتحدة        |                                                                    |
| فاز     | 10–1  | جو دوركسين         | ضربة فنية قاضية (الخضوع للركبتين واللكمات) | التحدي الأقصى 29                                       | 13 نوفمبر 1999 | 2      | 0:25  | هايوورد، ويسكونسن، الولايات المتحدة        |                                                                    |
| فاز     | 9–1   | فاليري إجناتوف     | قرار القضاة (بالإجماع)                     | يو إف سي 22                                            | 24 سبتمبر 1999 | 3      | 5:00  | ليك تشارلز، لويزيانا، الولايات المتحدة     |                                                                    |
| فاز     | 8–1   | أكيهيرو غونو       | قرار القضاة (بالإجماع)                     | شوتو - حدث الذكرى السنوية العاشرة                      | 29 مايو 1999   | 3      | 5:00  | يوكوهاما، اليابان                          |                                                                    |
| فاز     | 7–1   | إريك سنايدر        | ضربة فنية قاضية (سلام)                     | تحدي جيت كون دو 3                                      | 24 أبريل 1999  | 1      | غ/م   | شيكاغو، إلينوي، الولايات المتحدة           |                                                                    |
| فاز     | 6–1   | جو ستيرن           | ضربة فنية قاضية (باللكمات)                 | التحدي الأقصى 23                                       | 2 أبريل 1999   | 1      | 2:30  | إنديانابوليس، إنديانا، الولايات المتحدة    |                                                                    |
| فاز     | 5–1   | ريان ستاوت         | ضربة فنية قاضية (إيقاف الزاوية)            | الرماية المتطرفة                                       | 11 ديسمبر 1998 | 2      | 5:00  | واكيشا، ويسكونسن، الولايات المتحدة         |                                                                    |
| خسر     | 4–1   | دينيس هالمان       | إخضاع فني (خنق المقصلة)                    | التحدي الأقصى 21                                       | 17 أكتوبر 1998 | 1      | 0:17  | هايوورد، ويسكونسن، الولايات المتحدة        |                                                                    |
| فاز     | 4–0   | ديف مين            | قرار القضاة (بالإجماع)                     | التحدي الأقصى 21                                       | 17 أكتوبر 1998 | 1      | 15:00 | هايوورد، ويسكونسن، الولايات المتحدة        |                                                                    |
| فاز     | 3–0   | فيكتور هانساكر     | ضربة فنية قاضية (باللكمات)                 | التحدي الأقصى 21                                       | 17 أكتوبر 1998 | 1      | 1:39  | هايوورد، ويسكونسن، الولايات المتحدة        |                                                                    |
| فاز     | 2–0   | كريج كويك          | ضربة فنية قاضية (خضوع للكمات)              | تحدي جيت كون دو 2                                      | 25 أبريل 1998  | 1      | غ/م   | شيكاغو، إلينوي، الولايات المتحدة           |                                                                    |
| فاز     | 1–0   | إريك سنايدر        | ضربة قاضية (سلام)                          | تحدي جيت كون دو 1                                      | 1 يناير 1998   | 1      | 0:15  | شيكاغو، إلينوي، الولايات المتحدة           |                                                                    |

## فيلموغرافيا
| السنة                 | العنوان                         | الدور | ملاحظات                                             |
| --------------------- | ------------------------------- | ----- | --------------------------------------------------- |
| 2005                  | الفكرة الكبيرة معَ دوني دويتش    | نفسه  | حلقةٍ تلفزيونيةٍ بتاريخ 8 أكتوبر 2005                 |
| 2005                  | المقاتل النهائي 2               | نفسه  | المدير الفني للمنتخب                                |
| 2006                  | المقاتل النهائي 4               | نفسه  | مدرب ضيف                                            |
| 2006                  | بصراحة تامة معَ ستيفن أ. سميث    | نفسه  | حلقةٍ تلفزيونيةٍ بتاريخ 9 أكتوبر 2006                 |
| 2007                  | المحارب الحديث                  | نفسه  | فيلم                                                |
| 2007                  | المقاتل النهائي 5               | نفسه  | مدرب ضيف                                            |
| 2007                  | "المقاتل النهائي 6"             | نفسه  | المدير الفني للمنتخب                                |
| 2009                  | "تقدم فايت زون"                 | نفسه  | حلقةٍ تلفزيونية: "يو دبليو سي: مان أوف وار - بارت 2" |
| 2011                  | المقاتل النهائي 13              | نفسه  | مدرب ضيف                                            |
| 2011 إلى الوقت الحاضر | تلفزيون الصيادين                | نفسه  |                                                     |
| 2016 - 2017           | المملكة (مسلسل تلفزيوني أمريكي) | نفسه  | مقاتل                                               |

### ألعاب إلكترونيَّة
- 2000: بطولة القتال النهائي
- 2002: يو إف سي: تاببوت
- 2002: يو إف سي: رمي
- 2003: يو إف سي: تابوت 2
- 2004: يو إف سي: تأثير مفاجئ
- 2009: يو إف سي 2009 بلا منازع
- 2010: يو إف سي بلا منازع 2010
- 2012: يو إف سي بلا منازع 3
- 2014: إي إيه سبورتس يو إف سي
- 2016: إي إيه سبورتس يو إف سي 2
- 2018: إي إيه سبورتس يو إف سي 3

## وصلات خارجية
- الموقع الرسمي
- مات هيوز على موقع يو إف سي (الإنجليزية)
- مات هيوز على موقع شيردوغ (الإنجليزية)
- مات هيوز على موقع Tapology.com (الإنجليزية)
- مات هيوز على موقع IMDb (الإنجليزية)
- مات هيوز على موقع قاعدة بيانات الفيلم (الإنجليزية)